# Rio Bituva
O rio Bituva é um curso de água do estado de Santa Catarina, no Brasil, afluente do rio Tibagi.
Nasce no interior do município de Itaiópolis com mais de 200 afluentes por todo seu comprimento. Acaba por se unir ao rio Preto. O rio é uma fonte de geração de energia elétrica da CVG (Cia Volta Grande de Papel ). 
O rio Bituva possui grande variedade de peixes - lambaris, bagres, carás, cascudos, curimbas, traíras e carpas. Em épocas de pesca, o rio Bituva é frequentado por pescadores de outros estados, por apresentar peixes com pesos acima dos 10 quilos. Sua profundidade pode chegar até 20 metros de acordo com sua extensão.[carece de fontes?]

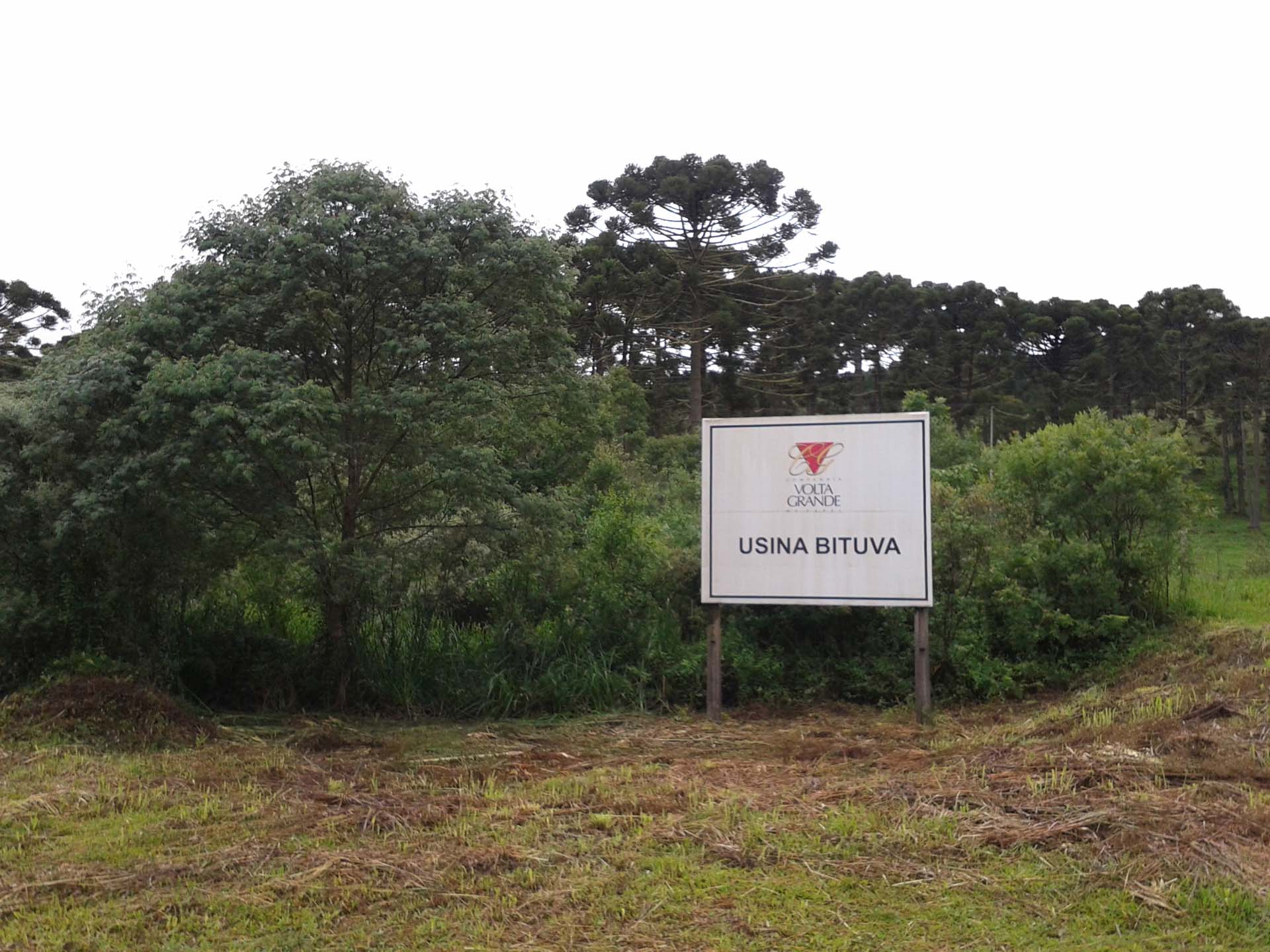
Placa indicativa da usina

1. ↑  Daemon & Aboarrage (1976). «Relatório integrado dos projetos: Carvão no extremo norte de Santa Catarina; Prospecção de carvão no Paraná II; Carvão no estado de São Paulo» (PDF). Companhia de Pesquisa de Recursos Minerais. Consultado em 2 de outubro de 2024